# Albin Igličar
Albin Igličar, slovenski pravnik, * 2. maj 1947, Ljubljana.

## Življenje in delo
Osnovno šolo in gimnazijo je obiskoval v Škofji Loki, leta 1970 je diplomiral na Pravni fakulteti v Ljubljani (PF). Magistriral je leta 1974, doktoriral pa leta 1977 iz pravnopolitičnih znanosti (vse na PF). 
Najprej je bil zaposlen kot asistent na takratni Fakulteti za sociologijo, politične vede in novinarstvo. Leta 1978 je prestopil na PF, kjer je bil izvoljen za docenta, leta 1983 je bil imenovan za izrednega, 1988 pa za rednega profesorja za predmeta sociologija prava ter zakonodajni proces in nomotehniko. Po upokojitvi mu je 2015 Univerza v Ljubljani podelila naslov zaslužni profesor.
Med letoma 1989 in 1993 je bil prodekan in dekan PF. Od leta 2004 je član Sodnega sveta Republike Slovenije.
Na pedagoškem in znanstvenoraziskovalnem področju se ukvarja s problematiko delovanja zakonodajnih, pravosodnih in upravnih institucij, nomotehniko ter vprašanji socialnih izvorov in socialnih učinkov pravnih norm v povezavi s teoretičnimi izhodišči sociologije prava.